# جمعية محيي الدين بن عربي
جمعية محيي الدين بن عربي هي مؤسسة بحثية مخصصة لدراسة أعمال الفيلسوف الأندلسي في العصور الوسطى ابن عربي. تصدر الجمعية مجلتها الأكاديمية الخاصة مرتين في السنة، ولها فروع في أستراليا وإسبانيا والمملكة المتحدة والولايات المتحدة. تم تسجيلها كمنظمة خيرية في المملكة المتحدة، حيث يوجد أحد مقريها الرئيسيين في أكسفورد وباعتبارها معفاة من الضرائب شركة غير ربحية في الولايات المتحدة، حيث يوجد مقرها الرئيسي الآخر في بيركلي.

## التاريخ
تأسست الجمعية بين عامي 1976 و1977 لتعزيز دراسة أعمال ابن عربي. بعد أن تطورت بين نفس أعضاء المجتمع مثل المنظمة الروحية بشارة، كانت النية الأصلية أن تركز الجمعية على الجانب الأكاديمي لتلك الأعمال بينما تركز بشارة على التجارب الروحية المباشرة. كانت جهود بولنت راوف [الإنجليزية] جزءًا لا يتجزأ من إنشاء كلتا المنظمتين، وكان أيضًا أول رئيس للجمعية.
بدأ النشر نصف السنوي لمجلتها الأكاديمية في عام 1982.
تعقد المنظمة كل عام ندوة حول أعمال ابن عربي، بدءًا من أول ندوة لها في درم عام 1984. في عام 2015، في الذكرى الـ 850 لميلاد ابن عربي، أقام الفرع الإسباني للجمعية الندوة الدولية السابعة حول أعمال ابن عربي في مورسيا، مع عقد المزيد من الندوات في أكسفورد وفي جامعة كولومبيا في مدينة نيويورك.

## الاستقبال
أشار المؤرخ البريطاني للإسلام مارك سيدغويك إلى أن الجمعية تشكل تداخلًا مهمًا وواضحًا بين الأوساط الأكاديمية والتصوف الغربي، وأشار الأستاذ الجامعي إلى كلية مكلستر [الإنجليزية] لبتون إلى التأثير الفكري الهائل للمنظمة من خلال الأبحاث التي نشرها كبار العلماء في هذا المجال.
على الرغم من أن جمعية محيي الدين بن عربي حاولت رقمنة أرشيفها للمخطوطات الخاصة بأعمال ابن عربي، إلا أن المنظمة لم تلتزم بالمعيار الدولي للوصف الأرشيفي العام، مما أدى إلى تقليص مكانة المشروع.

## روابط خارجية
- الموقع الرسمي لجمعية ابن عربي
- مجلة ابن عربي الأكاديمية
- محيي الدين بن العربي (تعريفات)